# Relations entre le Guatemala et Taïwan
Les relations entre le Guatemala et Taïwan désignent les relations internationales s'exerçant entre, d'une part, la république du Guatemala, et de l'autre, la république de Chine.
Chacun des deux États est représenté diplomatiquement par une ambassade auprès de l'autre.

## Relations diplomatiques

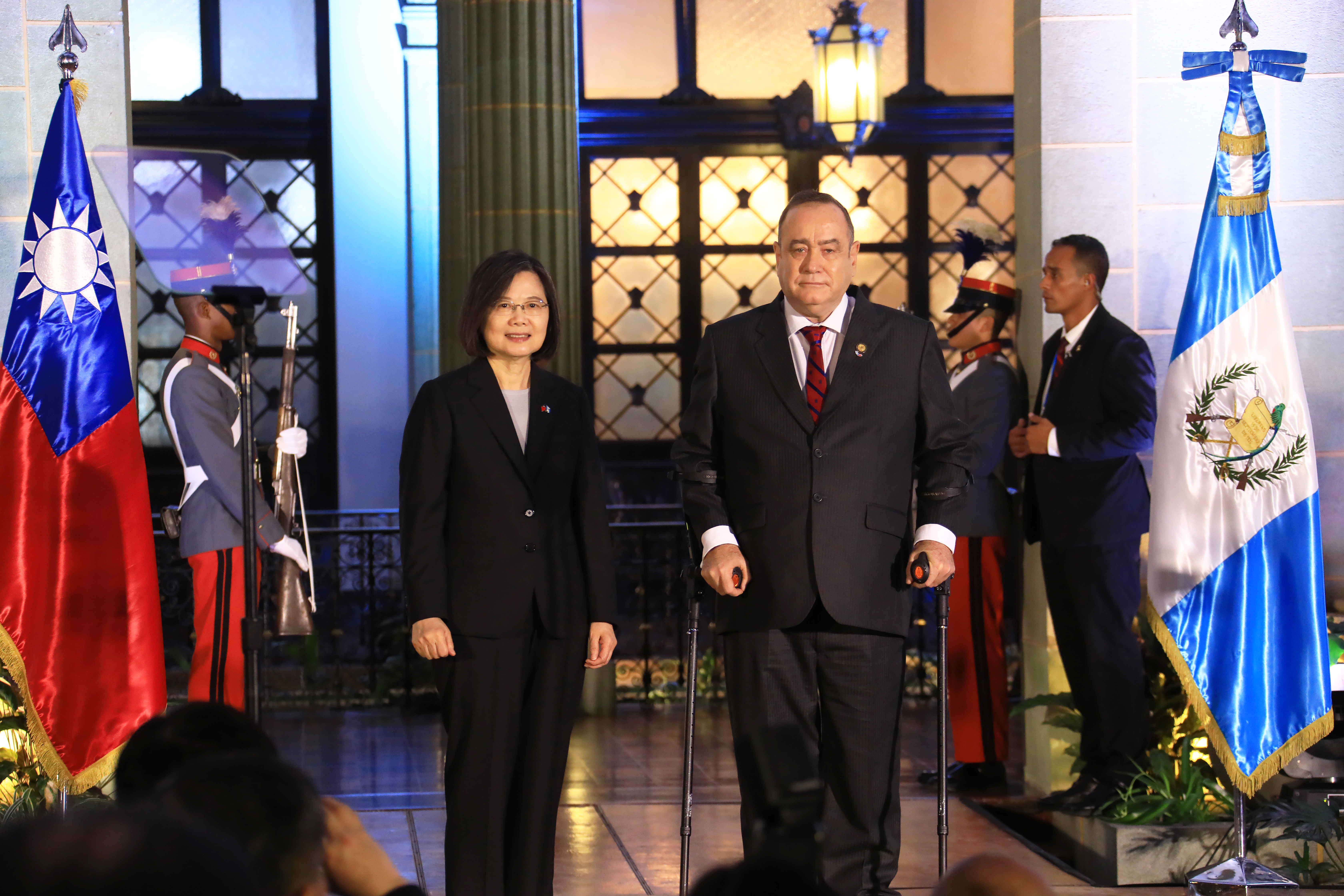
Rencontre entre les présidents taïwanais Tsai Ing-wen et guatémaltèque Alejandro Giammattei en 3 2023.

Le Guatemala et la république de Chine entretiennent des relations diplomatiques à partir du 15 juin 1933.
Le 22 décembre 1954, les deux États établissent une légation sur chacun de leurs territoires ; en septembre 1960, les deux missions diplomatiques sont élevées au statut d'ambassade.
Le 25 octobre 1971, le Guatemala se prononce contre la résolution 2758 de l'Assemblée générale des Nations unies, qui sera néanmoins adoptée, actant l'intégration de la république populaire de Chine aux Nations unies aux dépens de la république de Chine.
Après la rupture des relations diplomatiques entre le Honduras et la république de Chine en mars 2023, le Guatemala et le Belize restent les deux seuls États d'Amérique centrale à maintenir des relations diplomatiques officielles avec cette dernière.